# Weserkahn
Als Weserkahn bzw. Bremer Kahn wurde und wird in erster Linie ein typisches Leichterfahrzeug für größere Schiffseinheiten auf der Unterweser bezeichnet. Sie steht besonders für Segelschiffe des 19. Jahrhunderts mit abweichenden Tonnagen und Bauformen. Es gab und gibt jedoch weitere Binnenfrachtschiffstypen, die im Sprachgebrauch als Weserkahn bzw. Weser-Maß-Kahn bezeichnet werden.

## Bezeichnungen

### Weserkahn (Segelschiff)
Weserkähne wurden ab dem 17. Jahrhundert genutzt, insbesondere jedoch im 19. Jahrhundert für den Warentransport zwischen Bremen, Vegesack und Bremerhaven eingesetzt. Größere Weserkähne wurden auch in der Küstenschifffahrt eingesetzt. Der Weserkahn war für gewöhnlich ein Ein- oder Anderthalbmaster mit großen Seitenschwertern mit einer Länge zwischen 12 und 25 Metern. Die Schiffe waren zwischen vier und sieben Meter breit und gingen zwischen eineinhalb und knapp drei Meter tief. Die größten Schiffe hatten bis 120 BRT. Sie hatten einen flachen Spiegel, einen auffällig großen vorderen Sprung und große Laderaumöffnungen mit spitzdachähnlichen Lukenabdeckungen. Der Schiffsgröße entsprechend angepasst bestand die Besatzung aus nur zwei bis vier Personen.
Es ist kein Original Weserkahn erhalten, mit der 1999 auf der Bremer Bootsbau Vegesack gefertigten Franzius jedoch ein Nachbau mit 29 Metern Länge, 6,50 Metern Breite und einer Segelfläche von 273 m².

### Bock
Die größten Weserkähne des 19. Jahrhunderts wurden als Böcke bezeichnet. Sie waren bis 36 Meter lang, aber nur knapp drei Meter breit. Im Flussgebiet der Weser südlich von Bremen wurden diese Schleppkähne getreidelt. Teilweise 40 bis 70 Personen, die Lienlooper (Leinenläufer) zogen an langen Leinen (Seilen) vom Ufer aus die Kähne gegen die Strömung. Ab Hameln kamen Pferde als Zugtiere zum Einsatz.

### After
After nannte man in der Mitte des 19. Jahrhunderts eine etwas kleinere Art der Schleppkähne auf der Weser. Diese Weserkähne, die auch als Achterhang und Hinterhang bezeichnet wurden, konnten Lasten bis maximal 50 Tonnen transportieren und wurden im Anhang der Böcke gefahren.

### Bulle
Eine weitere Art der kleinen Schleppkähne im Wesergebiet wurde Bulle genannt. Diese Bezeichnung wurde auch verwendet für Prähme die zum Krängen von Segelschiffen verwendet wurden, damit der Bereich des Unterwasserschiffes von Bewuchs gereinigt und gewartet werden konnte.

### Weser-Maß-Kahn, Weserkahn
Der Weser-Maß-Kahn ist ein genormtes Binnenschiff. Die Schiffe der jeweiligen Klasse können Abweichungen von den Maßangaben aufweisen, denn es handelt sich um Standardmaße. Die Binnenschiffe sind im Idealfall 60,50 Meter lang, 8,80 Meter breit und tragen 650 Tonnen. Der maximal zulässige Tiefgang beträgt 1,90 Meter.